# チャウルキヤ朝
チャウルキヤ朝（チャウルキヤちょう、英語：Chaulukya dynasty）は、9世紀前半から14世紀にかけて、西インドのグジャラートを支配したヒンドゥー王朝（942年頃 - 1306年）。首都はアナヒラパータカ。
この王朝の王統は、ソーランキー朝とヴァーゲーラー朝の二つに分けられる。また、しばしばデカン地方のチャールキヤ朝と混同されるが、これは無関係の王朝である。

## 歴史

### ソーランキー朝
西インドのグジャラートは、プラティーハーラ朝の成立まもなく、その支配下にあった。
だが、10世紀半ば、その封臣（サーマンタ）だったチャウルキヤ族のムーララージャ1世はアナヒラパータカを占拠し、これを首都に独立した。
だが、11世紀初頭にアフガニスタンのイスラーム王朝であるガズナ朝が北インドに侵入し、1018年に主家のプラティーハーラ朝は滅ぼされ、グジャラートにもその脅威が及ぶこととなった。
1025年末から翌1026年にかけて、ガズナ朝の軍勢がグジャラートに侵入し、首都アナヒラパータカを落とし、ヒンドゥーの聖地であるカーティヤーワール半島のソームナート寺院を略奪した。この略奪により、チャウルキヤ朝は多くの富を持ち去られたが、このことはペルシア語献が語るだけで、奇妙にもこのことはインド側の年代記や刻文に記されていない（汚点として残さなかったとする説もある）。
チャウルキヤ朝はほどなく復興し、ジャヤシンハの治世にカーティヤーワール半島全域を併合してグジャラート全土に支配を固めている。ジャヤシンハ・シッダラージャはカーティヤーワール半島の海賊を討ち、農業や手工業生産の中心であるグジャラート北部とカーティヤーワール半島沿岸部を結ぶ道路を建設し、同地沿岸部をインド交易の主要地へと発展させた。
クマーラパーラの時代、チャウルキヤ朝は最盛期を迎えたが、ジャイナ教の導師ヘーマチャンドラによって、同時にヒンドゥー教からジャイナ教への転換も行われた。ヘーマチャンドラは先王の代からすでに信頼を得ており、多くの典作を行っていたが、クマーラパーラのもとでも重用され、彼をヒンドゥー教からジャイナ教へと改宗させることに成功している。クマーラパーラがジャイナ教に改宗したことで、民衆、特に商人らにジャイナ教が広まり、王朝の庇護のもと広まっていった。
11世紀後半、ムーララージャ2世の時代、ゴール朝の勢力が北インドに侵略してグジャラートに迫った。だが、1178年にパラマーラ朝やチャーハマーナ朝の軍勢と連携し、アーブー山麓のカーサブラタでこれを破っている。
1196年、ビーマ2世はメール族と協力してアジメールにいたゴール朝の武将アイバクを包囲したが、ガズニーからの援軍により危機を脱し、翌1197年にアイバクはグジャラートへと進軍した。ビーマ2世はアイバクとアーブー山脈のカーサフラダで対峙し、アイバクは前回の敗北で攻撃を思いとどまったが、チャウルキヤ朝側は山を下りて有利な立場を捨てたため、野戦に持ち込まれて敗北した。
そのため、ビーマ2世は逃げ、首都アナヒラパータカも落とされ、アイバクはこの地に長官を任命している。とはいえ、1201年にビーマ2世はアナヒラパータカを取り戻し、王朝はしばらく余命を保つこととなる。　　　　　　　　　　　　　　　　　　　　　　　　　　　　　　　　　　　　　　　

### ヴァーゲーラー朝
1206年、アイバクは北インドにデリー・スルターン朝の奴隷王朝を樹立し、領域的には北インド最大の勢力となった。だが、中央インドやラージャスターン地方を中心に攻撃を行ったため、グジャラートではチャウルキヤ朝の支配が続いた。
しかし、1197年のアイバクのアナヒラパータカの占領は、王朝の権威に傷をつける形となり、1210年の前後にビーマ2世はジャヤンタシンハという人物に王位を奪われている。
1223年から1226年の間に、ビーマ2世は王位を奪還したものの、ラージャスターン南部の封臣らが反乱を起こしたり、デカンのヤーダヴァ朝の侵略も受けた。ビーマ2世は宰相ラヴァナプラサーダの助力でこの危機を回避したが、彼はチャウルキヤ朝の傍系ヴァーゲーラー族の出身で、息子ヴィーラダヴァラとともにドールカーに領地をもち、強大な封臣勢力を構成していた。
1241年頃にビーマ2世が死ぬと、息子のトリブヴァナパーラが継いだが、1243年頃にヴィーラダヴァラの息子ヴィーサラによって王位を奪われた。これにより、王位はヴァーゲーラー族に移り、多くの歴史家はこれを「ヴァーゲーラー朝」と呼んでいるが、彼らはチャウルキヤ朝を自称した。
チャウルキヤ朝はグジャラートを支配し続けたが、最盛期の勢力を回復するには至らず、北方の奴隷王朝とは戦わず、むしろパラマーラ朝やヤーダヴァ朝とよく争った。だが、チャウルキヤ朝におけるジャイナ教と商業の発展は、ソーランキー朝とのときと同様にめざましかった。ヴィーラダヴァラの大臣であったジャイナ教徒ヴァストゥパーラとテージャパーラの兄弟はその例で、13世紀のジャイナ教寺院を建立したことで知られ、アーブー山やギルナール山のジャイナ教寺院群へも多く貢献した。
商業の面でも、モンゴル帝国がユーラシア統合したことで、インドの交易路がさかんとなり、ソームナートといったグジャラート沿海部の都市のみならず、首都アナヒラパータカなど内陸部の都市も重要視され、前代よりも商業的繁栄を享受した。商人の活動は商業にとどまらず、都市は大商人らが事実上支配し、ときには政府の財務役人となることもあった。
一方、1290年にデリー・スルターン朝では、奴隷王朝からハルジー朝へと交代し、1196年にアラー・ウッディーン・ハルジーが即位すると、この平和な状況も終わることとなる。ハルジー朝はモンゴル方面からの侵入が激化したことで、不安定な北西方面の陸路より、むしろインド洋に面したグジャラートの海岸地帯の海路に交易路を見出していた。
チャウルキヤ朝の大臣マーダヴァはひそかにハルジー朝と通じており、1299年にハルジー朝の将軍ウルグ・ハーンとヌスラト・ハーンの軍が、その手引きでグジャラートに侵入することとなった。チャウルキヤ王カルナ2世はアーシャーパッリーでこれを迎撃したが敗れ、首都アナヒラパータカは落とされ、デカンのヤーダヴァ朝へと亡命した。
だが、ハルジー朝はグジャラートに軍や長官を置かずにデリーへ撤退したため、カルナ2世はアナヒラパータカに戻り、統治復帰した。のちにアラー・ウッディーンの息子に娘を妃として送ることを約束した。
しかし、カルナ2世が謀反を企てているという情報が流れるようになり、1304年にハルジー朝は警告もなくグジャラートへと侵入した。カルナ2世はこの突然の進軍に驚き、首都アナヒラパータカを捨て、再びヤーダヴァ朝へと亡命し、王朝は滅亡した（1306年にカルナ2世は死亡した）。
その後、グジャラートはデリー・スルターン朝の支配下に置かれ、再び独立した王朝ができるのは、16世紀初頭にグジャラート・スルターン朝が成立したときだった。

## 歴代君主

### ソーランキー朝
- ムーララージャ1世（在位：942年頃 - 997年頃）
- チャームンダラージャ （在位：997年頃 - 1010年頃）
- ヴァッラバラージャ （在位：1010年頃）
- ドゥルラバラージャ （在位：1010年頃 - 1023年頃）
- ビーマ1世 （在位：1023年頃 - 1065年頃）
- カルナ1世 （在位：1065年頃 - 1094年頃）
- ジャヤシンハ（在位：1094年頃 - 1142年頃）
- クマーラパーラ（在位：1142年頃- 1172年頃）
- ムーララージャ2世（1175年頃 - 1178年頃）
- ビーマ2世 （在位：1178年頃 - 1241年頃）
- トリヴァナパーラ （在位：1241年頃 - 1243年頃）

### ヴァーゲーラー朝
- ヴィーラサ （在位：1243年頃 - 1261年頃）
- アルジュナ （在位：1261年頃 - 1274年頃）
- ラーマ （在位：1274年頃）
- サーランガ （在位：1274年頃 - 1296年頃）
- カルナ2世 （在位：1296年頃 - 1304年）